# Ministerstwo Spraw Zagranicznych Republiki Litewskiej
Ministerstwo Spraw Zagranicznych Republiki Litewskiej (lit. Lietuvos Respublikos Užsienio reikalų ministerija) – litewski urząd administracji rządowej obsługujący ministra odpowiedzialnego za kształtowanie i prowadzenie polityki zagranicznej Republiki Litewskiej. Jego celem jest zapewnienie suwerenności i bezpieczeństwa Republiki Litewskiej przy pomocy środków dyplomatycznych, obrona interesów obywateli Litwy za granicami, promocja eksportu i przyciąganie inwestycji z zagranicy i długoterminowy zrównoważony rozwój państwa.

## Jednostki strukturalne MSZ Republiki Litewskiej
- Departament Administracji,
- Departament Finansów,
- Departament Polityki Bezpieczeństwa Ekonomicznego,
- Departament Unii Europejskiej,
- Departament Krajów Europy,
- Departament Informacji i Komunikacji,
- Departament Technologii Informatycznych,
- Departament Zewnętrznych Stosunków Gospodarczych,
- Departament ONZ, Organizacji Międzynarodowych i Praw Człowieka,
- Departament Konsularny,
- Departament Ameryki Łacińskiej, Afryki, Azji i Oceanii,
- Departament Spraw Osobowych,
- Departament Planowania Polityki,
- Departament Polityki Sąsiedztwa Wschodniego,
- Departament Prawa i Umów Międzynarodowych,
- Departament Współpracy Transatlantyckiej i Polityki Bezpieczeństwa,
- Departament Współpracy z Litwinami za Granicą,
- Departament Współpracy Rozwojowej,
- Departament Protokołu Państwowego i Dyplomatycznego[1].

## Lista ministrów
- 1990–1992[3]: Algirdas Saudargas,
- 1992–1996[4]: Povilas Gylys,
- 1996–2000[3]: Algirdas Saudargas,
- 2000–2006[5]: Antanas Valionis,
- 2006–2008[6]: Petras Vaitiekūnas,
- 2008–2010[7]: Vygaudas Ušackas,
- 2010–2012[8]: Audronius Ažubalis,
- 2012–2020[9]: Linas Linkevičius,
- 2020–2024: Gabrielius Landsbergis,
- od 2024 Kęstutis Budrys.